# (2085) Henan
(2085) Henan es un asteroide perteneciente al cinturón de asteroides, descubierto el 20 de diciembre de 1965 por el equipo del Observatorio de la Montaña Púrpura desde el Observatorio de la Montaña Púrpura (Nankín, China).

## Designación y nombre
Designado provisionalmente como 1965 YA. Fue nombrado en homenaje a Henan, provincia de la República Democrática de China.